# Quần vợt tại Đại hội Thể thao Đông Nam Á
Quần vợt là một trong những môn thể thao quan trọng và đã xuất hiện tại Đại hội Thể thao Đông Nam Á kể từ kỳ đầu tiên vào năm 1959, khi đó Đại hội còn mang tên là Đại hội Thể thao bán đảo Đông Nam Á (SEAP Games) tổ chức tại Bangkok, Thái Lan. Môn quần vợt đã được tổ chức liên tục ở hầu hết các kỳ Đại hội, trở thành sân chơi quan trọng để các vận động viên trong khu vực thể hiện kỹ năng, cạnh tranh và nâng cao trình độ chuyên môn.
Tuy nhiên, tại SEA Games năm 2013 tổ chức ở Myanmar, môn quần vợt không được đưa vào chương trình thi đấu. Nguyên nhân của việc này liên quan đến việc tổ chức, cơ sở vật chất hoặc các yếu tố khác từ nước chủ nhà. Dù vậy, sau đó, quần vợt tiếp tục được đưa trở lại chương trình thi đấu trong các kỳ Đại hội tiếp theo.
Các nội dung chính trong quần vợt tại SEA Games gồm:
- Đơn nam (Men's singles)
- Đơn nữ (Women's singles)
- Đôi nam (Men's doubles)
- Đôi nữ (Women's doubles)
- Đôi nam nữ (Mixed doubles)
- Đồng đội nam và đồng đội nữ

## Các kì đại hội

### Đại hội Thể thao Bán đảo Đông Nam Á
| Kì đại hội | Năm      | Thành phố    | Số nội dung | Nước chủ nhà |
| ---------- | -------- | ------------ | ----------- | ------------ |
| I          | 1959 ( ) | Băng Cốc     | 7           | Thái Lan     |
| II         | 1961 ( ) | Rangoon      | 7           | Miến Điện    |
| III        | 1965 ( ) | Kuala Lumpur | 7           | Malaysia     |
| IV         | 1967 ( ) | Băng Cốc     | 7           | Thái Lan     |
| V          | 1969 ( ) | Rangoon      | 7           | Miến Điện    |
| VI         | 1971 ( ) | Kuala Lumpur | 7           | Malaysia     |
| VII        | 1973 ( ) | Singapore    | 7           | Singapore    |
| VIII       | 1975 ( ) | Băng Cốc     | 7           | Thái Lan     |

### Đại hội Thể thao Đông Nam Á
| Kì đại hội | Năm     | Thành phố                      | Nước chủ nhà | Số nội dung | Đoàn thể thao dẫn đầu |
| ---------- | ------- | ------------------------------ | ------------ | ----------- | --------------------- |
| IX         | 1977 () | Kuala Lumpur                   | Malaysia     | 7           | Indonesia             |
| X          | 1979 () | Jakarta                        | Indonesia    | 7           | Indonesia             |
| XI         | 1981 () | Manila                         | Philippines  | 7           | Philippines           |
| XII        | 1983 () | Singapore                      | Singapore    | 7           | Indonesia             |
| XIII       | 1985 () | Bangkok                        | Thái Lan     | 7           | Indonesia             |
| XIV        | 1987 () | Jakarta                        | Indonesia    | 7           | Indonesia             |
| XV         | 1989 () | Kuala Lumpur                   | Malaysia     | 7           | Indonesia             |
| XVI        | 1991 () | Manila                         | Philippines  | 7           | Philippines           |
| XVII       | 1993 () | Singapore                      | Singapore    | 7           | Philippines           |
| XVIII      | 1995 () | Chiang Mai                     | Thái Lan     | 7           | Thái Lan              |
| XIX        | 1997 () | Jakarta                        | Indonesia    | 7           | Indonesia             |
| XX         | 1999 () | Bandar Seri Begawan            | Brunei       | 7           | Thái Lan              |
| XXI        | 2001 () | Kuala Lumpur                   | Malaysia     | 7           | Indonesia             |
| XXII       | 2003 () | Hà Nội & Thành phố Hồ Chí Minh | Việt Nam     | 7           | Thái Lan              |
| XXIII      | 2005 () | Manila, Laguna, Cebu, Bacolod  | Philippines  | 7           | Indonesia             |
| XXIV       | 2007 (  | Nakhon Ratchasima              | Thái Lan     | 7           | Thái Lan              |
| XXV        | 2009 () | Viêng Chăn                     | Lào          | 7           | Thái Lan              |
| XXVI       | 2011 () | Palembang & Jakarta            | Indonesia    | 7           | Indonesia             |
| XXVII      | 2013 () | Naypyidaw                      | Myanmar      | 0           | Không tổ chức         |
| XXVIII     | 2015 () | Singapore                      | Singapore    | 7           | Thái Lan              |
| XXIX       | 2017 () | Kuala Lumpur                   | Malaysia     | 5           | Thái Lan              |
| XXX        | 2019 () | Manila                         | Philippines  | 5           | Indonesia             |
| XXXI       | 2021 () | Bắc Ninh                       | Việt Nam     | 7           | Thái Lan              |
| XXXII      | 2023 () | Phnôm Pênh                     | Campuchia    | 7           | Indonesia             |

## Bảng huy chương
| Hạng               | Đoàn               | Vàng | Bạc | Đồng | Tổng số |
| ------------------ | ------------------ | ---- | --- | ---- | ------- |
| 1                  | Indonesia (INA)    | 74   | 54  | 68   | 196     |
| 2                  | Thái Lan (THA)     | 48   | 53  | 63   | 164     |
| 3                  | Philippines (PHI)  | 21   | 36  | 55   | 112     |
| 4                  | Việt Nam (VIE)     | 2    | 7   | 18   | 27      |
| 5                  | Malaysia (MAS)     | 0    | 3   | 18   | 21      |
| 6                  | Singapore (SGP)    | 0    | 2   | 4    | 6       |
| 7                  | Myanmar (MYA)      | 0    | 2   | 2    | 4       |
| 8                  | Campuchia (CAM)    | 0    | 0   | 5    | 5       |
| 9                  | Brunei (BRU)       | 0    | 0   | 1    | 1       |
| Tổng số (9 đơn vị) | Tổng số (9 đơn vị) | 145  | 157 | 234  | 536     |

## Vận động viên đạt huy chương

### Nam

#### Đơn nam
| Năm  | Địa điểm              | Vàng | Bạc | Đồng |
| 1959 | Bangkok               | Sutiraphan Karalak | Võ Văn Bảy | Ong Chew Bee |
| 1961 | Yangon                | Võ Văn Bảy | Seri Charuchinda | |
| 1965 | Kuala Lumpur          | Somparn Champisri | Seri Charuchinda | Lưu Hoàng Đức |
| 1967 | Bangkok               | Võ Văn Thành | | |
| 1969 | Yangon                | Maung Maung Lay | | |
| 1971 | Kuala Lumpur          | Somparn Champisri | Võ Văn Thành | Võ Văn Bảy |
| 1973 | Singapore             | Somparn Champisri | Võ Văn Thành | Võ Văn Bảy |
| 1975 | Bangkok               | Maung Maung Lay | | |
| 1977 | Kuala Lumpur          | Atet Wijono | Yustedjo Tarik | Somparn Champisri |
| 1979 | Jakarta               | Yustedjo Tarik | Manuel Valleramos | Atet Wijono |
| 1981 | Manila                | Panomkorn Pladchurnil                                                                                                 | Sombat Uamongkol | Manuel Valleramos |
| 1983 | Singapore             | Manuel Valleramos | Tintus Arianto Wibowo                                                                                                 | Sombat Uamongkol |
| 1985 | Bangkok               | Tintus Arianto Wibowo                                                                                                 | Panomkorn Pladchurnil                                                                                                 | Manuel Tolentino Rod Rafael                                                                                           |
| 1987 | Jakarta               | Tintus Arianto Wibowo                                                                                                 | Andres Battad | Manuel Tolentino |
| 1989 | Kuala Lumpur          | Woraphol Thongkhamchu                                                                                                 | Tintus Arianto Wibowo                                                                                                 | V. Selvam |
| 1991 | Manila                | Felix Barrientos | Benny Wijaya | Roland So |
| 1993 | Singapore             | Suwandi | Roland So | Ramayah Ramachandran Felix Barrientos                                                                                 |
| 1995 | Chiang Mai            | Woraphol Thongkhamchu                                                                                                 | Thanakorn Srichaphan                                                                                                  | Suwandi Joseph Lizardo                                                                                                |
| 1997 | Jakarta               | Paradorn Srichaphan                                                                                                   | Joseph Lizardo | Andrian Raturandang Suwandi                                                                                           |
| 1999 | Bandar Seri Begawan   | Paradorn Srichaphan                                                                                                   | Bryan Juinio | Danai Udomchoke Suwandi                                                                                               |
| 2001 | Kuala Lumpur          | Danai Udomchoke | Suwandi | V. Selvam Peter Handoyo                                                                                               |
| 2003 | Thành phố Hồ Chí Minh | Danai Udomchoke | Febi Widhiyanto | Attapol Rithiwattanapong Prima Simpatiaji                                                                             |
| 2005 | Manila                | Cecil Mamiit | Danai Udomchoke | Eric Taino Prima Simpatiaji                                                                                           |
| 2007 | Nakhon Ratchasima     | Cecil Mamiit | Danai Udomchoke | Tan Nysan Elbert Sie                                                                                                  |
| 2009 | Viêng Chăn            | Cecil Mamiit | Treat Huey | Tan Nysan Danai Udomchoke                                                                                             |
| 2011 | Palembang             | Christopher Rungkat                                                                                                   | Danai Udomchoke | Cecil Mamiit Elbert Sie                                                                                               |
| 2013 | Naypyidaw             | Không tổ chức – Myanmar, nước chủ nhà, đã loại bỏ môn quần vợt do thiếu vận động viên và hạn chế về cơ sở vật chất.". | Không tổ chức – Myanmar, nước chủ nhà, đã loại bỏ môn quần vợt do thiếu vận động viên và hạn chế về cơ sở vật chất.". | Không tổ chức – Myanmar, nước chủ nhà, đã loại bỏ môn quần vợt do thiếu vận động viên và hạn chế về cơ sở vật chất.". |
| 2015 | Singapore             | Warit Sornbutnark | David Agung Susanto                                                                                                   | Jeson Patrombon Bun Kenny                                                                                             |
| 2017 | Kuala Lumpur          | Christopher Rungkat                                                                                                   | Jirat Navasirisomboon                                                                                                 | Lý Hoàng Nam Wishaya Trongcharoenchaikul                                                                              |
| 2019 | Manila                | Lý Hoàng Nam | Daniel Cao Nguyen | Alberto Lim Jeson Patrombon                                                                                           |
| 2021 | Hà Nội                | Lý Hoàng Nam | Trịnh Linh Giang | Mick Lescure Sadettan Yuttana Charoenphon                                                                             |
| 2023 | Phnôm Pênh            | Muhammad Rifqi Fitriadi                                                                                               | Lý Hoàng Nam | Bun Kenny Kasidit Samrej                                                                                              |

#### Đôi nam
| Năm  | Địa điểm              | Vàng | Bạc | Đồng |
| 1959 | Bangkok               | Võ Văn Bảy-Võ Văn Thành                                                                                               | | Ong Chew Bee-Khong Kit Soon                                                                                           |
| 1961 | Yangon                | Võ Văn Bảy-Võ Văn Thành                                                                                               | | |
| 1965 | Kuala Lumpur          | Võ Văn Thành-Lưu Hoàng Đức                                                                                            | Seri Charuchinda-Somparn Champisri                                                                                    | Sharin Osman-T S Kim                                                                                                  |
| 1967 | Bangkok               | Võ Văn Bảy-Lưu Hoàng Đức                                                                                              | | |
| 1969 | Yangon                | Võ Văn Bảy-Võ Văn Thành                                                                                               | | |
| 1971 | Kuala Lumpur          | Võ Văn Bảy-Lý Aline                                                                                                   | | |
| 1973 | Singapore             | Võ Văn Bảy Ly Alline                                                                                                  | Somparan Champisri Pichit Boratisa                                                                                    | Zainuddin Meah Mohd. Akbar Baba                                                                                       |
| 1975 | Bangkok               | | | |
| 1977 | Kuala Lumpur          | Gondo Widjojo Atet Wijono                                                                                             | Yustedjo Tarik Hadiman                                                                                                | Than Htut Than Ngwe                                                                                                   |
| 1979 | Jakarta               | Gondo Widjojo Atet Wijono                                                                                             | Yustedjo Tarik Hadiman                                                                                                | Sombat Uamongkol Panomkorn Pladchurnil                                                                                |
| 1981 | Manila                | Alexander Marcial Rudolf Gabriel                                                                                      | Yustedjo Tarik Tintus Arianto Wibowo                                                                                  | Romeo Rafon Manuel Valleramos                                                                                         |
| 1983 | Singapore             | Sombat Uamongkol Panomkorn Pladchurnil                                                                                | Tintus Arianto Wibowo Yustedjo Tarik                                                                                  | Hadiman Donald Wailan-Walalangi                                                                                       |
| 1985 | Bangkok               | Thanakorn Srichaphan Woraphol Thongkhamchu                                                                            | Sulistyono Donald Wailan-Walalangi                                                                                    | Sombat Uamongkol Panomkorn Pladchurnil                                                                                |
| 1985 | Bangkok               | Thanakorn Srichaphan Woraphol Thongkhamchu                                                                            | Sulistyono Donald Wailan-Walalangi                                                                                    | Tintus Arianto Wibowo Suharyadi                                                                                       |
| 1987 | Jakarta               | Suharyadi Donald Wailan-Walalangi                                                                                     | Panomkorn Pladchurnil                                                                                                 | Abdul Kahar Mim Tintus Arianto Wibowo                                                                                 |
| 1989 | Kuala Lumpur          | Tintus Arianto Wibowo Daniel Heryanto                                                                                 | Suharyadi Donald Wailan-Walalangi                                                                                     | Thanakorn Srichaphan Woraphol Thongkhamchu                                                                            |
| 1991 | Manila                | Felix Barrientos Roland So                                                                                            | Narathorn Srichaphan Thanakorn Srichaphan                                                                             | Aga Soemarno Dede Suhendar Dinata                                                                                     |
| 1993 | Singapore             | Woraphol Thongkhamchu Vittaya Samrej                                                                                  | Donny Susetyo Suwandi                                                                                                 | Teddy Tandjung Andrian Raturandang                                                                                    |
| 1993 | Singapore             | Woraphol Thongkhamchu Vittaya Samrej                                                                                  | Donny Susetyo Suwandi                                                                                                 | Sofronio Palahang Robert Angelo                                                                                       |
| 1995 | Chiang Mai            | Narathorn Srichaphan Thanakorn Srichaphan                                                                             | Woraphol Thongkhamchu Vittaya Samrej                                                                                  | Sofronio Palahang Robert Angelo                                                                                       |
| 1995 | Chiang Mai            | Narathorn Srichaphan Thanakorn Srichaphan                                                                             | Woraphol Thongkhamchu Vittaya Samrej                                                                                  | Suwandi Edi Kusdaryanto                                                                                               |
| 1997 | Jakarta               | Sulistyo Wibowo Bonit Wiryawan                                                                                        | Narathorn Srichaphan Paradorn Srichaphan                                                                              | Woraphol Thongkhamchu Vittaya Samrej                                                                                  |
| 1997 | Jakarta               | Sulistyo Wibowo Bonit Wiryawan                                                                                        | Narathorn Srichaphan Paradorn Srichaphan                                                                              | Suwandi Andrian Raturandang                                                                                           |
| 1999 | Bandar Seri Begawan   | Narathorn Srichaphan Paradorn Srichaphan                                                                              | Danai Udomchoke Vittaya Samrej                                                                                        | Suwandi Yusmawan Fahmi                                                                                                |
| 1999 | Bandar Seri Begawan   | Narathorn Srichaphan Paradorn Srichaphan                                                                              | Danai Udomchoke Vittaya Samrej                                                                                        | Febi Widhiyanto Hendri Susilo Pramono                                                                                 |
| 2001 | Kuala Lumpur          | Vittaya Samrej Danai Udomchoke                                                                                        | Sulistyo Wibowo Bonit Wiryawan                                                                                        | Adam Jaya Mohd Nazreen Fuzi                                                                                           |
| 2001 | Kuala Lumpur          | Vittaya Samrej Danai Udomchoke                                                                                        | Sulistyo Wibowo Bonit Wiryawan                                                                                        | Pracharapol Khamsaman Attapol Rithiwattanapong                                                                        |
| 2003 | Thành phố Hồ Chí Minh | Sanchai Ratiwatana Sonchat Ratiwatana                                                                                 | Hendri Susilo Pramono Suwandi                                                                                         | Đỗ Minh Quân Lê Quốc Khánh                                                                                            |
| 2003 | Thành phố Hồ Chí Minh | Sanchai Ratiwatana Sonchat Ratiwatana                                                                                 | Hendri Susilo Pramono Suwandi                                                                                         | Prima Simpatiaji Febi Widhiyanto                                                                                      |
| 2005 | Manila                | Sanchai Ratiwatana Sonchat Ratiwatana                                                                                 | Cecil Mamiit Eric Taino                                                                                               | Suwandi Bonit Wiryawan                                                                                                |
| 2005 | Manila                | Sanchai Ratiwatana Sonchat Ratiwatana                                                                                 | Cecil Mamiit Eric Taino                                                                                               | Prima Simpatiaji Sunu Wahyu Trijati                                                                                   |
| 2007 | Nakhon Ratchasima     | Sanchai Ratiwatana Sonchat Ratiwatana                                                                                 | Cecil Mamiit Eric Taino                                                                                               | Elbert Sie Christopher Rungkat                                                                                        |
| 2007 | Nakhon Ratchasima     | Sanchai Ratiwatana Sonchat Ratiwatana                                                                                 | Cecil Mamiit Eric Taino                                                                                               | Lê Quốc Khánh Đỗ Minh Quân                                                                                            |
| 2009 | Viêng Chăn            | Sanchai Ratiwatana Sonchat Ratiwatana                                                                                 | Cecil Mamiit Treat Huey                                                                                               | Nesa Arta Christopher Rungkat                                                                                         |
| 2009 | Viêng Chăn            | Sanchai Ratiwatana Sonchat Ratiwatana                                                                                 | Cecil Mamiit Treat Huey                                                                                               | Danai Udomchoke Kittipong Wachiramanowong                                                                             |
| 2011 | Palembang             | Christopher Rungkat Elbert Sie                                                                                        | Cecil Mamiit Treat Huey                                                                                               | Đỗ Minh Quân Ngô Quang Huy                                                                                            |
| 2011 | Palembang             | Christopher Rungkat Elbert Sie                                                                                        | Cecil Mamiit Treat Huey                                                                                               | Danai Udomchoke Kittipong Wachiramanowong                                                                             |
| 2013 | Naypyidaw             | Không tổ chức – Myanmar, nước chủ nhà, đã loại bỏ môn quần vợt do thiếu vận động viên và hạn chế về cơ sở vật chất.". | Không tổ chức – Myanmar, nước chủ nhà, đã loại bỏ môn quần vợt do thiếu vận động viên và hạn chế về cơ sở vật chất.". | Không tổ chức – Myanmar, nước chủ nhà, đã loại bỏ môn quần vợt do thiếu vận động viên và hạn chế về cơ sở vật chất.". |
| 2015 | Singapore             | Sanchai Ratiwatana Sonchat Ratiwatana                                                                                 | Ruben Gonzales Jeson Patrombon                                                                                        | Francis Alcantara Treat Huey                                                                                          |
| 2015 | Singapore             | Sanchai Ratiwatana Sonchat Ratiwatana                                                                                 | Ruben Gonzales Jeson Patrombon                                                                                        | Warit Sornbutnark and Kittipong Wachiramanowong                                                                       |
| 2017 | Kuala Lumpur          | Sanchai Ratiwatana Sonchat Ratiwatana                                                                                 | Francis Alcantara Ruben Gonzales                                                                                      | Lý Hoàng Nam Nguyễn Hoàng Thiên                                                                                       |
| 2017 | Kuala Lumpur          | Sanchai Ratiwatana Sonchat Ratiwatana                                                                                 | Francis Alcantara Ruben Gonzales                                                                                      | Kittipong Wachiramanowong Wishaya Trongcharoenchaikul                                                                 |
| 2019 | Manila                | Jeson Patrombon Francis Alcantara                                                                                     | Treat Huey Ruben Gonzales                                                                                             | Lý Hoàng Nam Lê Quốc Khánh                                                                                            |
| 2019 | Manila                | Jeson Patrombon Francis Alcantara                                                                                     | Treat Huey Ruben Gonzales                                                                                             | Daniel Cao Nguyen Nguyễn Văn Phương                                                                                   |
| 2021 | Hà Nội                | Treat Huey Ruben Gonzalez                                                                                             | Jeson Patrombon Francis Alcantara                                                                                     | Trịnh Linh Giang Pham Minh Tuan                                                                                       |
| 2021 | Hà Nội                | Treat Huey Ruben Gonzalez                                                                                             | Jeson Patrombon Francis Alcantara                                                                                     | Lê Quốc Khánh Nguyễn Văn Phương                                                                                       |
| 2023 | Phnôm Pênh            | Ruben Gonzalez Francis Alcantara                                                                                      | Christopher Rungkat Nathan Anthony Barki                                                                              | Koay Hao Sheng Mitsuki Leong Wei Kang                                                                                 |
| 2023 | Phnôm Pênh            | Ruben Gonzalez Francis Alcantara                                                                                      | Christopher Rungkat Nathan Anthony Barki                                                                              | Nguyễn Đắc Tiến Nguyễn Văn Phương                                                                                     |

#### Đội nam
| Năm  | Địa điểm              | Vàng | Bạc | Bronze |
| 1965 | Kuala Lumpur          | Thái Lan | Việt Nam | |
| 1967 | Bangkok               | Việt Nam | | |
| 1969 | Yangon                | Việt Nam | | |
| 1971 | Kuala Lumpur          | Việt Nam | Thái Lan | Malaysia & Miến Điện                                                                                                  |
| 1973 | Singapore             | Thái Lan | Lào | Singapore |
| 1975 | Bangkok               | | | |
| 1977 | Kuala Lumpur          | Indonesia (INA) · Hadiman · Yustedjo Tarik · Gondo Widjojo · Atet Wijono                                              | Miến Điện (BIR) · Aung Htay · Than Htut · Maung Maung Lay · Than Ngwe                                                 | Thái Lan (THA) · Pichet Boratisa · Somparn Champisri · Prasert Kaimarn · Chana Techasanen                             |
| 1979 | Jakarta               | Indonesia (INA) · Hadiman · Yustedjo Tarik · Gondo Widjojo · Atet Wijono                                              | Miến Điện (BIR) · Than Htut                                                                                           | Philippines (PHI) · Manuel Castillon · Rudolf Gabriel · Ramon Navalpa · Manuel Valleramos                             |
| 1981 | Manila                | Indonesia (INA) · Hadiman · Yustedjo Tarik · Tintus Arianto Wibowo · Atet Wijono                                      | Singapore (SIN) · Mahader Hassan · Victor Pereira · Hashim Sidek · Albert Teo                                         | Philippines (PHI) · Rudolf Gabriel · Alexander Marcial · Romeo Rafon · Manuel Valleramos                              |
| 1983 | Singapore             | Indonesia (INA) · Hadiman · Yustedjo Tarik · Donald Wailan-Walalangi · Tintus Arianto Wibowo                          | Philippines (PHI) · Rudolf Gabriel · Alexander Marcial · Manuel Tolentino · Manuel Valleramos                         | Thái Lan (THA) · Suthorn Klaharn · Supoj Meesawad · Panomkorn Pladchurnil · Sombat Uamongkol                          |
| 1985 | Bangkok               | Indonesia (INA) · Suharyadi · Sulistyono · Donald Wailan-Walalangi · Tintus Arianto Wibowo                            | Philippines (PHI) · Roselle Nilo Natividad · Rod Rafael · Raymundo Suarez · Manuel Tolentino                          | Thái Lan (THA) · Panomkorn Pladchurnil · Thanakorn Srichaphan · Woraphol Thongkhamchu · Sombat Uamongkol              |
| 1985 | Bangkok               | Indonesia (INA) · Suharyadi · Sulistyono · Donald Wailan-Walalangi · Tintus Arianto Wibowo                            | Philippines (PHI) · Roselle Nilo Natividad · Rod Rafael · Raymundo Suarez · Manuel Tolentino                          | Singapore (SIN) · Mahader Hassan · Victor Pereira · Hashim Sidek · Albert Teo                                         |
| 1987 | Jakarta               | Indonesia (INA) · Abdul Kahar Mim · Suharyadi · Donald Wailan-Walalangi · Tintus Arianto Wibowo                       | Philippines (PHI) · Andres Battad · Rod Rafael · Raymundo Suarez · Manuel Tolentino                                   | Thái Lan (THA) · Panomkorn Pladchurnil · Vittaya Samrej · Thanakorn Srichaphan · Woraphol Thongkhamchu                |
| 1989 | Kuala Lumpur          | Thái Lan (THA) · Panomkorn Pladchurnil · Vittaya Samrej · Thanakorn Srichaphan · Woraphol Thongkhamchu                | Philippines (PHI) · Andres Battad · Julio Carluen · Danilo Pila · Rod Rafael                                          | Indonesia (INA) · Daniel Heryanto · Suharyadi · Donald Wailan-Walalangi · Tintus Arianto Wibowo                       |
| 1991 | Manila                | Thái Lan (THA) · Vittaya Samrej · Narathorn Srichaphan · Thanakorn Srichaphan · Woraphol Thongkhamchu                 | Philippines (PHI) · Felix Barrientos · Sofronio Palahang · Danilo Pila · Roland So                                    | Indonesia (INA) · Dede Suhendar Dinata · Aga Soemarno · Benny Wijaya · Bonit Wiryawan                                 |
| 1993 | Singapore             | Philippines (PHI) · Robert Angelo · Felix Barrientos · Sofronio Palahang · Roland So                                  | Thái Lan (THA) · Vittaya Samrej · Woraphol Thongkhamchu                                                               | Indonesia (INA) · Andrian Raturandang · Donny Susetyo · Suwandi · Teddy Tandjung                                      |
| 1993 | Singapore             | Philippines (PHI) · Robert Angelo · Felix Barrientos · Sofronio Palahang · Roland So                                  | Thái Lan (THA) · Vittaya Samrej · Woraphol Thongkhamchu                                                               | Singapore (SIN) |
| 1995 | Chiang Mai            | Thái Lan (THA) · Vittaya Samrej · Narathorn Srichaphan · Thanakorn Srichaphan · Woraphol Thongkhamchu                 | Philippines (PHI) · Robert Angelo · Joseph Lizardo · Sofronio Palahang                                                | Singapore (SIN) · Chen Chee Yen · Adrian Lam · Sherman Lim · Evan Woo                                                 |
| 1995 | Chiang Mai            | Thái Lan (THA) · Vittaya Samrej · Narathorn Srichaphan · Thanakorn Srichaphan · Woraphol Thongkhamchu                 | Philippines (PHI) · Robert Angelo · Joseph Lizardo · Sofronio Palahang                                                | Indonesia (INA) · Edi Kusdaryanto · Suwandi · Sulistyo Wibowo · Bonit Wiryawan                                        |
| 1997 | Jakarta               | Indonesia (INA) · Andrian Raturandang · Suwandi · Sulistyo Wibowo · Bonit Wiryawan                                    | Thái Lan (THA) · Vittaya Samrej · Narathorn Srichaphan · Paradorn Srichaphan · Woraphol Thongkhamchu                  | Việt Nam (VIE) |
| 1997 | Jakarta               | Indonesia (INA) · Andrian Raturandang · Suwandi · Sulistyo Wibowo · Bonit Wiryawan                                    | Thái Lan (THA) · Vittaya Samrej · Narathorn Srichaphan · Paradorn Srichaphan · Woraphol Thongkhamchu                  | Philippines (PHI) · Robert Angelo · Bryan Juinio · Joseph Lizardo · Michael John Misa                                 |
| 1999 | Bandar Seri Begawan   | Thái Lan (THA) · Vittaya Samrej · Narathorn Srichaphan · Paradorn Srichaphan · Danai Udomchoke                        | Indonesia (INA) · Yusmawan Fahmi · Hendri Susilo Pramono · Suwandi · Febi Widhiyanto                                  | Philippines (PHI) · Bryan Juinio · Joseph Lizardo · Michael John Misa · Dante Santa Cruz                              |
| 1999 | Bandar Seri Begawan   | Thái Lan (THA) · Vittaya Samrej · Narathorn Srichaphan · Paradorn Srichaphan · Danai Udomchoke                        | Indonesia (INA) · Yusmawan Fahmi · Hendri Susilo Pramono · Suwandi · Febi Widhiyanto                                  | Brunei (BRU) · Cheong Nelson Anderson · Ibrahim Ak Ismasuflan · Lu On Sie · Wong Kee Hing Johnson                     |
| 2001 | Kuala Lumpur          | Indonesia · Suwandi · Peter Handoyo · Bonit Wiryawan · Sulistyo Wibowo                                                | Thái Lan · Danai Udomchoke · Vittaya Samrej · Pracharapol Khamsaman · Attapol Rithiwattanapong                        | Myanmar · Maung Zaw Zaw Latt · Khin Maung Win · M Tu Tu Ja · Maung Tu Maw                                             |
| 2001 | Kuala Lumpur          | Indonesia · Suwandi · Peter Handoyo · Bonit Wiryawan · Sulistyo Wibowo                                                | Thái Lan · Danai Udomchoke · Vittaya Samrej · Pracharapol Khamsaman · Attapol Rithiwattanapong                        | Philippines · Johnny Arcilla · Joseph Victorino · Michael Mora III · Joseph Lizardo                                   |
| 2003 | Thành phố Hồ Chí Minh | Indonesia · Prima Simpatiaji · Febi Widhiyanto · Hendri Susilo Pramono · Suwandi                                      | Thái Lan · Attapol Rithiwattanapong · Danai Udomchoke · Sanchai Ratiwatana · Sonchat Ratiwatana                       | Việt Nam · Lê Quốc Khánh · Đỗ Minh Quân · Huỳnh Chí Khương · Ngô Quang Huy                                            |
| 2003 | Thành phố Hồ Chí Minh | Indonesia · Prima Simpatiaji · Febi Widhiyanto · Hendri Susilo Pramono · Suwandi                                      | Thái Lan · Attapol Rithiwattanapong · Danai Udomchoke · Sanchai Ratiwatana · Sonchat Ratiwatana                       | Malaysia · Dannio Yahya · Si Yew Ming · Mohd Noor Nordin                                                              |
| 2005 | Manila                | Philippines · Cecil Mamiit · Eric Taino · Johnny Arcilla · Patrick John Tierro                                        | Indonesia · Prima Simpatiaji · Suwandi · Sunu Wahyu Trijati · Bonit Wiryawan                                          | Thái Lan · Sanchai Ratiwatana · Sonchat Ratiwatana · Weerapat Doakmaiklee · Danai Udomchoke                           |
| 2005 | Manila                | Philippines · Cecil Mamiit · Eric Taino · Johnny Arcilla · Patrick John Tierro                                        | Indonesia · Prima Simpatiaji · Suwandi · Sunu Wahyu Trijati · Bonit Wiryawan                                          | Việt Nam · Đỗ Minh Quân · Ngô Quang Huy · Lê Quốc Khánh                                                               |
| 2007 | Nakhon Ratchasima     | Thái Lan · Danai Udomchoke · Sanchai Ratiwatana · Sonchat Ratiwatana · Weerapat Doakmaiklee                           | Indonesia · Christopher Rungkat · Suwandi · Elbert Sie ·                                                              | Philippines · Eric Taino · Patrick John Tierro · Cecil Mamiit · Johnny Arcilla                                        |
| 2007 | Nakhon Ratchasima     | Thái Lan · Danai Udomchoke · Sanchai Ratiwatana · Sonchat Ratiwatana · Weerapat Doakmaiklee                           | Indonesia · Christopher Rungkat · Suwandi · Elbert Sie ·                                                              | Việt Nam · Lê Quốc Khánh · Đỗ Minh Quân · Ngô Quang Huy · Trần Thanh Hoàng                                            |
| 2009 | Viêng Chăn            | Philippines · Cecil Mamiit · Treat Huey · Johnny Arcilla · Patrick John Tierro                                        | Thái Lan · Danai Udomchoke · Kittipong Wachiramanowong · Sanchai Ratiwatana · Sonchat Ratiwatana                      | Indonesia · Christopher Rungkat · Sunu Wahyu Trijati · Surya Wijaya Budi · Nesa Arta                                  |
| 2009 | Viêng Chăn            | Philippines · Cecil Mamiit · Treat Huey · Johnny Arcilla · Patrick John Tierro                                        | Thái Lan · Danai Udomchoke · Kittipong Wachiramanowong · Sanchai Ratiwatana · Sonchat Ratiwatana                      | Việt Nam · Hoàng Thành Trung · Đỗ Minh Quân · Lê Quốc Khánh · Bùi Trí Nguyên                                          |
| 2011 | Palembang             | Indonesia · Christopher Rungkat · Elbert Sie · Aditya Hari Sasongko · David Agung Susanto                             | Philippines · Cecil Mamiit · Jeson Patrombon · Treat Huey ·                                                           | Thái Lan · Danai Udomchoke · Kittipong Wachiramanowong · Sanchai Ratiwatana · Sonchat Ratiwatana                      |
| 2011 | Palembang             | Indonesia · Christopher Rungkat · Elbert Sie · Aditya Hari Sasongko · David Agung Susanto                             | Philippines · Cecil Mamiit · Jeson Patrombon · Treat Huey ·                                                           | Campuchia · Orn Sambath · Bun Kenny · Long Samneang                                                                   |
| 2013 | Naypyidaw             | Không tổ chức – Myanmar, nước chủ nhà, đã loại bỏ môn quần vợt do thiếu vận động viên và hạn chế về cơ sở vật chất.". | Không tổ chức – Myanmar, nước chủ nhà, đã loại bỏ môn quần vợt do thiếu vận động viên và hạn chế về cơ sở vật chất.". | Không tổ chức – Myanmar, nước chủ nhà, đã loại bỏ môn quần vợt do thiếu vận động viên và hạn chế về cơ sở vật chất.". |
| 2015 | Singapore             | Thái Lan · Sanchai Ratiwatana · Sonchat Ratiwatana · Danai Udomchoke · Kittipong Wachiramanowong                      | Indonesia · Christopher Rungkat · Aditya Hari Sasongko · David Agung Susanto · Sunu Wahyu Trijati                     | Malaysia · Ariez Deen Heshaam · Mohd Merzuki · Syed Syed Naguib · Muhammad Zainal Abidin                              |
| 2015 | Singapore             | Thái Lan · Sanchai Ratiwatana · Sonchat Ratiwatana · Danai Udomchoke · Kittipong Wachiramanowong                      | Indonesia · Christopher Rungkat · Aditya Hari Sasongko · David Agung Susanto · Sunu Wahyu Trijati                     | Philippines · Francis Alcantara · Ruben Gonzales · Treat Huey · Jeson Patrombon                                       |
| 2017 | Kuala Lumpur          | không tổ chức | không tổ chức | không tổ chức |
| 2019 | Manila                | không tổ chức | không tổ chức | không tổ chức |
| 2021 | Hà Nội                | Thái Lan · Yuttana Charoenphon · Kasidit Samrej · Pruchya Isaro · Thantub Suksumrarn                                  | Indonesia · Christopher Rungkat · Rifqy Sukma · Muhammad Rifqi Fitriadi · Achad Imam Maruf                            | Malaysia · Syed Mohd Agil Syed Naguib · Hao Sheng Koay · Imran Daniel Abdul Hazli · Muhammad Aiman Hamdan             |
| 2021 | Hà Nội                | Thái Lan · Yuttana Charoenphon · Kasidit Samrej · Pruchya Isaro · Thantub Suksumrarn                                  | Indonesia · Christopher Rungkat · Rifqy Sukma · Muhammad Rifqi Fitriadi · Achad Imam Maruf                            | Philippines · Jeson Patrombon · Ruben Gonzales · Treat Huey · Eric Jr Olivarez                                        |

#### Đơn nữ
| Year | Location              | Gold | Silver | Bronze |
| 1959 | Bangkok               | Phanow Susawadi | Sanguan Sucharitakul                                                                                                  | Katherine Leong |
| 1961 | Yangon                | Sanguan Sucharitakul                                                                                                  | Phanow Sudsaswadi | Choolarb Wasuwat |
| 1965 | Kuala Lumpur          | Phanow Sudsawadsi | Zaiton Wan Suleiman                                                                                                   | Nguyễn Thị Giỏi |
| 1967 | Bangkok               | Phanow Sudsawadsi | Somsri Klamssombuti                                                                                                   | Nguyễn Thị Giỏi |
| 1969 | Yangon                | Radhika Menon | Nguyễn Thị Giỏi | Lian Lai Yee |
| 1971 | Kuala Lumpur          | Somsri Klamssombuti                                                                                                   | Lim Kheow Suan | Nguyễn Thị Thình |
| 1973 | Singapore             | Somsri Klamssombuti                                                                                                   | Nguyễn Thị Thình | Lim Kheow Suan |
| 1975 | Bangkok               | Suthasini Sirikaya | Phanompol Chuchom | Chalatip Dhunwatnachit                                                                                                |
| 1977 | Kuala Lumpur          | Yolanda Soemarno | Marisa Sanchez | Lany Lumanauw |
| 1979 | Jakarta               | Lita Liem Sugiarto | Cheladda Chanmareong                                                                                                  | Suthasince Sirikaya                                                                                                   |
| 1981 | Manila                | Pia Tamayo | Suzanna Anggarkusuma                                                                                                  | Yolanda Soemarno |
| 1983 | Singapore             | Jongkrak Sreud | Lim Phi-Lan | Suzanna Anggarkusuma                                                                                                  |
| 1985 | Bangkok               | Suzanna Anggarkusuma                                                                                                  | Sakolwan Kacharoen | Yayuk Basuki Tosporn Summa                                                                                            |
| 1987 | Jakarta               | Yayuk Basuki | Suzanna Anggarkusuma                                                                                                  | Sakolwan Kacharoen |
| 1989 | Kuala Lumpur          | Yayuk Basuki | Suzanna Anggarkusuma                                                                                                  | Orawan Thampensri |
| 1991 | Manila                | Suvimol Duangchan | Joice Sutedja | Benjamas Sangaram |
| 1993 | Singapore             | Romana Tedjakusuma | Evangelina Olivarez                                                                                                   | Veronica Widyadharma ?                                                                                                |
| 1995 | Chiang Mai            | Tamarine Tanasugarn                                                                                                   | Khoo Chin-bee | Romana Tedjakusuma Mimma Chernovita                                                                                   |
| 1997 | Jakarta               | Wukirasih Sawondari                                                                                                   | Tamarine Tanasugarn                                                                                                   | Wynne Prakusya Khoo Chin-bee                                                                                          |
| 1999 | Bandar Seri Begawan   | Maricris Fernandez | Wynne Prakusya | Khoo Chin-bee Orawan Wongkamalasai                                                                                    |
| 2001 | Kuala Lumpur          | Romana Tedjakusuma | Wynne Prakusya | Khoo Chin-bee Suchanun Viratprasert                                                                                   |
| 2003 | Thành phố Hồ Chí Minh | Suchanun Viratprasert                                                                                                 | Napaporn Tongsalee | Septi Mende Sandy Gumulya                                                                                             |
| 2005 | Manila                | Wynne Prakusya | Romana Tedjakusuma | Napaporn Tongsalee Suchanun Viratprasert                                                                              |
| 2007 | Nakhon Ratchasima     | Sandy Gumulya | Nudnida Luangnam | Romana Tedjakusuma Noppawan Lertcheewakarn                                                                            |
| 2009 | Viêng Chăn            | Lavinia Tananta | Ayu Fani Damayanti | Denise Dy Riza Zalameda                                                                                               |
| 2011 | Palembang             | Ayu Fani Damayanti | Noppawan Lertcheewakarn                                                                                               | Anna Clarice Patrimonio Nicha Lertpitaksinchai                                                                        |
| 2013 | Naypyidaw             | Không tổ chức – Myanmar, nước chủ nhà, đã loại bỏ môn quần vợt do thiếu vận động viên và hạn chế về cơ sở vật chất.". | Không tổ chức – Myanmar, nước chủ nhà, đã loại bỏ môn quần vợt do thiếu vận động viên và hạn chế về cơ sở vật chất.". | Không tổ chức – Myanmar, nước chủ nhà, đã loại bỏ môn quần vợt do thiếu vận động viên và hạn chế về cơ sở vật chất.". |
| 2015 | Singapore             | Noppawan Lertcheewakarn                                                                                               | Varatchaya Wongteanchai                                                                                               | Katharina Lehnert Lavinia Tananta                                                                                     |
| 2017 | Kuala Lumpur          | Luksika Kumkhum | Anna Clarice Patrimonio                                                                                               | Stefanie Tan Andrea Ka                                                                                                |
| 2019 | Manila                | Aldila Sutjiadi | Savanna Lý Nguyễn | Priska Madelyn Nugroho Anchisa Chanta                                                                                 |
| 2021 | Bắc Ninh              | Luksika Kumkhum | Anchisa Chanta | Alex Eala Chanelle Vân Nguyễn                                                                                         |
| 2023 | Phnôm Pênh            | Priska Madelyn Nugroho                                                                                                | Lanlana Tararudee | Savanna Lý Nguyễn Anchisa Chanta                                                                                      |

#### Đôi nữ
| Year | Location              | Gold | Silver | Bronze |
| 1959 | Bangkok               | | | |
| 1961 | Yangon                | | | |
| 1965 | Kuala Lumpur          | | | |
| 1967 | Bangkok               | | | |
| 1969 | Yangon                | | | |
| 1971 | Kuala Lumpur          | | | |
| 1973 | Singapore             | Radhika Menoon Lim Kheow Suan                                                                                         | Sida Schmidt Chalatip Phintanon                                                                                       | Suthasinee Sirikaya Rachaniwan Homsukon Anna Tie Zaiton Sulaiman                                                      |
| 1975 | Bangkok               | | | |
| 1977 | Kuala Lumpur          | Suthasini Sirikaya Srikanya Hoonsiri                                                                                  | Lita Liem Sugiarto Lany Lumananauw                                                                                    | Yolanda Soemarno Ayi Sutarno                                                                                          |
| 1979 | Jakarta               | Pia Tamayo Gladys Imperial                                                                                            | Suthasini Sirikaya Chalada Chanmareong                                                                                | Yolanda Soemarno Lita Liem Sugiarto                                                                                   |
| 1981 | Manila                | Ponamporn Choochom Srikanya Hoonsiri                                                                                  | Suzanna Anggarkusuma Sri Utaminingsih                                                                                 | Chalada Chanmareong Chanida Nakpitag                                                                                  |
| 1983 | Singapore             | Chongrak Sri-Ud Weena Maneesai                                                                                        | Srikanya Hoonsiri Chalada Chanmareong                                                                                 | Cony Maramis Tutut Nugroho                                                                                            |
| 1985 | Bangkok               | Ponamporn Samawanthana Chongrak Sri-Ud                                                                                | Tossaporn Summa Sakolwan Kacharoen                                                                                    | Dyan Castillejo Jennifer Saberon                                                                                      |
| 1985 | Bangkok               | Ponamporn Samawanthana Chongrak Sri-Ud                                                                                | Tossaporn Summa Sakolwan Kacharoen                                                                                    | Sri Utaminingsih Lukky Tedjamukti                                                                                     |
| 1987 | Jakarta               | Suzanna Anggarkusuma Yayuk Basuki                                                                                     | Dyan Castillejo Nina Castillejo                                                                                       | Tanya Soemarno Agustina Wibisono                                                                                      |
| 1989 | Kuala Lumpur          | Waya Walalangi Lukky Tedjamukti                                                                                       | Suzanna Anggarkusuma Yayuk Basuki                                                                                     | Orawan Thampensri Chanrisa Rareang                                                                                    |
| 1991 | Manila                | Lukky Tedjamukti Irawati Moerid                                                                                       | Joice Sutedja Tanya Soemarno                                                                                          | Jennifer Saberon Jennifer Saret                                                                                       |
| 1993 | Singapore             | Evangelina Olivarez Francesca La'O                                                                                    | Sirilux Mingmolee Benjamas Sangaram                                                                                   | Romana Tedjakusuma Natalia Soetrisno                                                                                  |
| 1993 | Singapore             | Evangelina Olivarez Francesca La'O                                                                                    | Sirilux Mingmolee Benjamas Sangaram                                                                                   | Jean Lozano Jennifer Saret                                                                                            |
| 1995 | Chiang Mai            | Yayuk Basuki Romana Tedjakusuma                                                                                       | Tamarine Tanasugarn Suvimol Duangchan                                                                                 | Mimma Chernovita Veronica Widyadharma                                                                                 |
| 1995 | Chiang Mai            | Yayuk Basuki Romana Tedjakusuma                                                                                       | Tamarine Tanasugarn Suvimol Duangchan                                                                                 | Jennifer Saret Maricris Fernandez                                                                                     |
| 1997 | Jakarta               | Wynne Prakusya Liza Andriyani                                                                                         | Tamarine Tanasugarn Benjamas Sangaram                                                                                 | Wukirasih Sawondari Irawati Moerid                                                                                    |
| 1997 | Jakarta               | Wynne Prakusya Liza Andriyani                                                                                         | Tamarine Tanasugarn Benjamas Sangaram                                                                                 | Suvimol Duangchan Marissa Niroj                                                                                       |
| 1999 | Bandar Seri Begawan   | Wynne Prakusya Romana Tedjakusuma                                                                                     | Liza Andriyani Wukirasih Sawondari                                                                                    | Orawan Wongkamalasai Monthika Anuchan                                                                                 |
| 1999 | Bandar Seri Begawan   | Wynne Prakusya Romana Tedjakusuma                                                                                     | Liza Andriyani Wukirasih Sawondari                                                                                    | Napaporn Tongsalee Suchanun Viratprasert                                                                              |
| 2001 | Kuala Lumpur          | Yayuk Basuki Wynne Prakusya                                                                                           | Romana Tedjakusuma Angelique Widjaja                                                                                  | Orawan Lamanthong Chattida Thimjapo                                                                                   |
| 2001 | Kuala Lumpur          | Yayuk Basuki Wynne Prakusya                                                                                           | Romana Tedjakusuma Angelique Widjaja                                                                                  | Napaporn Tongsalee Suchanun Viratprasert                                                                              |
| 2003 | Thành phố Hồ Chí Minh | Wynne Prakusya Maya Rosa                                                                                              | Napaporn Tongsalee Suchanun Viratprasert                                                                              | Sandy Gumulya Septi Mende                                                                                             |
| 2003 | Thành phố Hồ Chí Minh | Wynne Prakusya Maya Rosa                                                                                              | Napaporn Tongsalee Suchanun Viratprasert                                                                              | Wilawan Choptang Chattida Thimjapo                                                                                    |
| 2005 | Manila                | Wynne Prakusya Romana Tedjakusuma                                                                                     | Ayu Fani Damayanti Septi Mende                                                                                        | Denise Dy Riza Zalameda                                                                                               |
| 2005 | Manila                | Wynne Prakusya Romana Tedjakusuma                                                                                     | Ayu Fani Damayanti Septi Mende                                                                                        | Montinee Tangphong Thassha Vitayaviroj                                                                                |
| 2007 | Nakhon Ratchasima     | Tamarine Tanasugarn Napaporn Tongsalee                                                                                | Sandy Gumulya Romana Tedjakusuma                                                                                      | Denise Dy Dianne Matias                                                                                               |
| 2007 | Nakhon Ratchasima     | Tamarine Tanasugarn Napaporn Tongsalee                                                                                | Sandy Gumulya Romana Tedjakusuma                                                                                      | Suchanun Viratprasert Nungnadda Wannasuk                                                                              |
| 2009 | Viêng Chăn            | Tamarine Tanasugarn Varatchaya Wongteanchai                                                                           | Denise Dy Riza Zalameda                                                                                               | Sandy Gumulya Jessy Rompies                                                                                           |
| 2009 | Viêng Chăn            | Tamarine Tanasugarn Varatchaya Wongteanchai                                                                           | Denise Dy Riza Zalameda                                                                                               | Nudnida Luangnam Suchanun Viratprasert                                                                                |
| 2011 | Palembang             | Noppawan Lertcheewakarn Nungnadda Wannasuk                                                                            | Nicha Lertpitaksinchai Varatchaya Wongteanchai                                                                        | Ayu Fani Damayanti Jessy Rompies                                                                                      |
| 2011 | Palembang             | Noppawan Lertcheewakarn Nungnadda Wannasuk                                                                            | Nicha Lertpitaksinchai Varatchaya Wongteanchai                                                                        | Huỳnh Phương Đài Trang Trần Thị Tâm Hảo                                                                               |
| 2013 | Naypyidaw             | Không tổ chức – Myanmar, nước chủ nhà, đã loại bỏ môn quần vợt do thiếu vận động viên và hạn chế về cơ sở vật chất.". | Không tổ chức – Myanmar, nước chủ nhà, đã loại bỏ môn quần vợt do thiếu vận động viên và hạn chế về cơ sở vật chất.". | Không tổ chức – Myanmar, nước chủ nhà, đã loại bỏ môn quần vợt do thiếu vận động viên và hạn chế về cơ sở vật chất.". |
| 2015 | Singapore             | Noppawan Lertcheewakarn Varatchaya Wongteanchai                                                                       | Denise Dy Katharina Lehnert                                                                                           | Peangtarn Plipuech Tamarine Tanasugarn                                                                                |
| 2015 | Singapore             | Noppawan Lertcheewakarn Varatchaya Wongteanchai                                                                       | Denise Dy Katharina Lehnert                                                                                           | Jessy Rompies Aldila Sutjiadi                                                                                         |
| 2017 | Kuala Lumpur          | Nicha Lertpitaksinchai Peangtarn Plipuech                                                                             | Luksika Kumkhum Noppawan Lertcheewakarn                                                                               | Jawairiah Noordin Theiviya Selvarajoo                                                                                 |
| 2017 | Kuala Lumpur          | Nicha Lertpitaksinchai Peangtarn Plipuech                                                                             | Luksika Kumkhum Noppawan Lertcheewakarn                                                                               | Denise Dy Katharina Lehnert                                                                                           |
| 2019 | Manila                | Jessy Rompies Beatrice Gumulya                                                                                        | Tamarine Tanasugarn Peangtarn Plipuech                                                                                | Phan Thị Thanh Bình Trần Thụy Thanh Trúc                                                                              |
| 2019 | Manila                | Jessy Rompies Beatrice Gumulya                                                                                        | Tamarine Tanasugarn Peangtarn Plipuech                                                                                | Patcharin Cheapchandej Luksika Kumkhum                                                                                |
| 2021 | Hà Nội                | Anchisa Chanta Patcharin Cheapchandej                                                                                 | Pimrada Jattavapornvanit Lanlana Tararudee                                                                            | Beatrice Gumulya Jessy Rompies                                                                                        |
| 2021 | Hà Nội                | Anchisa Chanta Patcharin Cheapchandej                                                                                 | Pimrada Jattavapornvanit Lanlana Tararudee                                                                            | Jawairiah Noordin Sharifah Elysia Wan Abdul Rahman                                                                    |
| 2023 | Phnôm Pênh            | Luksika Kumkhum Peangtarn Plipuech                                                                                    | Jessy Rompies Aldila Sutjiadi                                                                                         | Beatrice Gumulya Fitriana Sabrina                                                                                     |
| 2023 | Phnôm Pênh            | Luksika Kumkhum Peangtarn Plipuech                                                                                    | Jessy Rompies Aldila Sutjiadi                                                                                         | Lanlana Tararudee Punnin Kovapitukted                                                                                 |

#### Đội tuyển nữ
| Year | Location              | Gold | Silver | Bronze |
| 1959 | Bangkok               | | | |
| 1961 | Yangon                | | | |
| 1965 | Kuala Lumpur          | | | |
| 1967 | Bangkok               | | | |
| 1969 | Yangon                | | | |
| 1971 | Kuala Lumpur          | | | Việt Nam |
| 1973 | Singapore             | | | Singapore |
| 1975 | Bangkok               | | | |
| 1977 | Kuala Lumpur          | Indonesia (INA) · Lany Lumanauw · Lita Liem Sugiarto · Yolanda Soemarno · Ayi Sutarno                                 | Thái Lan (THA) · Ponamporn Choochom · Srikanya Hoonsiri · Suthasini Sirikaya · Sida Schmidt                           | Philippines (PHI) · Ruby Chiongbian · Gladys Imperial · Marisa Sanchez · Pia Tamayo                                   |
| 1979 | Jakarta               | Indonesia (INA) · Loanita Rachman · Lita Liem Sugiarto · Yolanda Soemarno · Elvia Tarik                               | Malaysia (MAS) · Evelene Lim                                                                                          | Philippines (PHI) · Gladys Imperial · Pia Tamayo                                                                      |
| 1981 | Manila                | Indonesia (INA) · Suzanna Anggarkusuma · Lita Liem Sugiarto · Yolanda Soemarno · Sri Utaminingsih                     | Philippines (PHI) · Dyan Castillejo · Gladys Imperial · Marisa Sanchez · Pia Tamayo                                   | Thái Lan (THA) · Chalada Chanmareong · Ponamporn Choochom · Srikanya Hoonsiri · Chanida Nakpitag                      |
| 1983 | Singapore             | Indonesia (INA) · Suzanna Anggarkusuma · Cony Maramis · Tutut Nugroho · Sri Utaminingsih                              | Thái Lan (THA) · Chalada Chanmareong · Srikanya Hoonsiri · Weena Maneesai · Chongrak Sri-Ud                           | Philippines (PHI) · Dyan Castillejo · Jackie Castillejo · Jeannette Gomez · Edna Olivarez                             |
| 1985 | Bangkok               | Indonesia (INA) · Suzanna Anggarkusuma · Yayuk Basuki · Lukky Tedjamukti · Sri Utaminingsih                           | Thái Lan (THA) · Sakolwan Kacharoen · Ponamporn Samawanthana · Chongrak Sri-Ud · Tossaporn Summa                      | Philippines (PHI) · Dyan Castillejo · Jennifer Saberon                                                                |
| 1987 | Jakarta               | Indonesia (INA) · Suzanna Anggarkusuma · Yayuk Basuki · Tania Sumarno · Agustina Wibisono                             | Thái Lan (THA) · Sakolwan Kacharoen · Roongnapha Surachet · Orawan Thampensri                                         | Philippines (PHI) · Dyan Castillejo · Nina Castillejo · Sarah Rafael · Jennifer Saberon                               |
| 1989 | Kuala Lumpur          | Indonesia (INA) · Suzanna Anggarkusuma · Yayuk Basuki · Lukky Tedjamukti · Waya Walalangi                             | Thái Lan (THA) · Sakolwan Kacharoen · Chanrisa Rareang · Tossaporn Summa · Orawan Thampensri                          | Philippines (PHI) · Nina Castillejo · Sarah Castillejo · Jennifer Saret · Dorothy Jane Suarez                         |
| 1991 | Manila                | Indonesia (INA) · Lukky Tedjamukti · Irawati Moerid · Joice Sutedja · Tanya Soemarno                                  | Philippines (PHI) · Joanna Feria · Francesca La'O · Jennifer Saberon · Jennifer Saret                                 | Thái Lan (THA) · Suvimol Duangchan · Nipada Kaewborisut · Apichaya Khunpitak · Benjamas Sangaram                      |
| 1993 | Singapore             | Indonesia (INA) · Romana Tedjakusuma · Natalia Soetrisno · Veronica Widyadharma                                       | Philippines (PHI) · Francesca La'O · Jean Lozano · Evangelina Olivarez · Jennifer Saret                               | Thái Lan (THA) · Sirilux Mingmolee · Benjamas Sangaram                                                                |
| 1993 | Singapore             | Indonesia (INA) · Romana Tedjakusuma · Natalia Soetrisno · Veronica Widyadharma                                       | Philippines (PHI) · Francesca La'O · Jean Lozano · Evangelina Olivarez · Jennifer Saret                               | |
| 1995 | Chiang Mai            | Indonesia (INA) · Yayuk Basuki · Mimma Chernovita · Romana Tedjakusuma · Veronica Widyadharma                         | Thái Lan (THA) · Suvimol Duangchan · Tamarine Tanasugarn                                                              | Malaysia (MAS) · Khoo Chin-bee                                                                                        |
| 1995 | Chiang Mai            | Indonesia (INA) · Yayuk Basuki · Mimma Chernovita · Romana Tedjakusuma · Veronica Widyadharma                         | Thái Lan (THA) · Suvimol Duangchan · Tamarine Tanasugarn                                                              | Philippines (PHI) · Maricris Fernandez · Jennifer Saret                                                               |
| 1997 | Jakarta               | Indonesia (INA) · Liza Andriyani · Irawati Moerid · Wynne Prakusya · Wukirasih Sawondari                              | Thái Lan (THA) · Suvimol Duangchan · Marissa Niroj · Benjamas Sangaram · Tamarine Tanasugarn                          | Philippines (PHI) · Maricris Fernandez · Pamela Floro · Marisue Jacutin · Jennifer Saret                              |
| 1997 | Jakarta               | Indonesia (INA) · Liza Andriyani · Irawati Moerid · Wynne Prakusya · Wukirasih Sawondari                              | Thái Lan (THA) · Suvimol Duangchan · Marissa Niroj · Benjamas Sangaram · Tamarine Tanasugarn                          | Malaysia (MAS) · Khoo Chin-bee · Tan Lynn Yin                                                                         |
| 1999 | Bandar Seri Begawan   | Indonesia (INA) · Liza Andriyani · Wynne Prakusya · Wukirasih Sawondari · Romana Tedjakusuma                          | Philippines (PHI) · Czarina Arevalo · Maricris Fernandez · Pamela Floro · Marisue Jacutin                             | Thái Lan (THA) · Monthika Anuchan · Napaporn Tongsalee · Suchanun Viratprasert · Orawan Wongkamalasai                 |
| 1999 | Bandar Seri Begawan   | Indonesia (INA) · Liza Andriyani · Wynne Prakusya · Wukirasih Sawondari · Romana Tedjakusuma                          | Philippines (PHI) · Czarina Arevalo · Maricris Fernandez · Pamela Floro · Marisue Jacutin                             | Malaysia (MAS) · Chiew Eline · Khoo Chin-bee · Lai Shareen · Tan Lynn Yin                                             |
| 2001 | Kuala Lumpur          | Indonesia · Wynne Prakusya · Romana Tedjakusuma · Yayuk Basuki · Angelique Widjaja                                    | Malaysia · Khoo Chin-bee · Tan Lynn Yin · Liaw Chen Yee ·                                                             | Thái Lan · Suchanun Viratprasert · Napaporn Tongsalee · Orawan Lamanthong · Chattida Thimjapo                         |
| 2001 | Kuala Lumpur          | Indonesia · Wynne Prakusya · Romana Tedjakusuma · Yayuk Basuki · Angelique Widjaja                                    | Malaysia · Khoo Chin-bee · Tan Lynn Yin · Liaw Chen Yee ·                                                             | Philippines · Czarina Arevalo · Jennifer Saret · Kara Guzman                                                          |
| 2003 | Thành phố Hồ Chí Minh | Thái Lan · Suchanun Viratprasert · Napaporn Tongsalee · Wilawan Choptang · Chattida Thimjapo                          | Indonesia · Wynne Prakusya · Sandy Gumulya · Maya Rosa · Septi Mende                                                  | Philippines · Czarina Arevalo · Anna Patricia Santos · Alyssa Anne Labay                                              |
| 2003 | Thành phố Hồ Chí Minh | Thái Lan · Suchanun Viratprasert · Napaporn Tongsalee · Wilawan Choptang · Chattida Thimjapo                          | Indonesia · Wynne Prakusya · Sandy Gumulya · Maya Rosa · Septi Mende                                                  | Việt Nam · Trần Kim Lợi · Nguyễn Thùy Dung · Huỳnh Mai Huỳnh · Phan Như Quỳnh                                         |
| 2005 | Manila                | Indonesia · Wynne Prakusya · Romana Tedjakusuma · Ayu Fani Damayanti · Septi Mende                                    | Thái Lan · Suchanun Viratprasert · Napaporn Tongsalee · Montinee Tangphong · Thassha Vitayaviroj                      | Philippines · Riza Zalameda · Czarina Arevalo · Denise Dy                                                             |
| 2005 | Manila                | Indonesia · Wynne Prakusya · Romana Tedjakusuma · Ayu Fani Damayanti · Septi Mende                                    | Thái Lan · Suchanun Viratprasert · Napaporn Tongsalee · Montinee Tangphong · Thassha Vitayaviroj                      | Việt Nam · Ngô Việt Hà · Trần Kim Lợi · Nguyễn Thùy Dung · Huỳnh Mai Huỳnh                                            |
| 2007 | Nakhon Ratchasima     | Thái Lan · Tamarine Tanasugarn · Suchanun Viratprasert · Nudnida Luangnam · Napaporn Tongsalee                        | Indonesia · Sandy Gumulya · Romana Tedjakusuma · Wynne Prakusya · Angelique Widjaja                                   | Malaysia · Sia Huey Teng · Dorothy Chong · Chellapriya Vythinathan · Jawairiah Noordin                                |
| 2007 | Nakhon Ratchasima     | Thái Lan · Tamarine Tanasugarn · Suchanun Viratprasert · Nudnida Luangnam · Napaporn Tongsalee                        | Indonesia · Sandy Gumulya · Romana Tedjakusuma · Wynne Prakusya · Angelique Widjaja                                   | Philippines · Czarina Arevalo · Denise Dy · Dianne Matias · Michelle Pang                                             |
| 2009 | Viêng Chăn            | Thái Lan · Tamarine Tanasugarn · Suchanun Viratprasert · Nudnida Luangnam · Varatchaya Wongteanchai                   | Indonesia · Ayu Fani Damayanti · Lavinia Tananta · Sandy Gumulya · Jessy Rompies                                      | Malaysia · Jawairiah Noordin · Neesha Thirumalaichelvam · Adelle Boey · Choo Lyn Yee                                  |
| 2009 | Viêng Chăn            | Thái Lan · Tamarine Tanasugarn · Suchanun Viratprasert · Nudnida Luangnam · Varatchaya Wongteanchai                   | Indonesia · Ayu Fani Damayanti · Lavinia Tananta · Sandy Gumulya · Jessy Rompies                                      | Philippines · Riza Zalameda · Denise Dy · Marichris Gentz                                                             |
| 2011 | Palembang             | Thái Lan · Noppawan Lertcheewakarn · Nungnadda Wannasuk · Nicha Lertpitaksinchai · Varatchaya Wongteanchai            | Indonesia · Ayu Fani Damayanti · Lavinia Tananta · Grace Sari Ysidora · Jessy Rompies                                 | Việt Nam · Trần Lam Anh · Huỳnh Phương Đài Trang · Phan Thị Thanh Bình                                                |
| 2011 | Palembang             | Thái Lan · Noppawan Lertcheewakarn · Nungnadda Wannasuk · Nicha Lertpitaksinchai · Varatchaya Wongteanchai            | Indonesia · Ayu Fani Damayanti · Lavinia Tananta · Grace Sari Ysidora · Jessy Rompies                                 | Philippines · Anna Clarice Patrimonio · Denise Dy · Marian Capadocia                                                  |
| 2013 | Naypyidaw             | Không tổ chức – Myanmar, nước chủ nhà, đã loại bỏ môn quần vợt do thiếu vận động viên và hạn chế về cơ sở vật chất.". | Không tổ chức – Myanmar, nước chủ nhà, đã loại bỏ môn quần vợt do thiếu vận động viên và hạn chế về cơ sở vật chất.". | Không tổ chức – Myanmar, nước chủ nhà, đã loại bỏ môn quần vợt do thiếu vận động viên và hạn chế về cơ sở vật chất.". |
| 2015 | Singapore             | Thái Lan · Luksika Kumkhum · Noppawan Lertcheewakarn · Tamarine Tanasugarn · Varatchaya Wongteanchai                  | Philippines · Denise Dy · Khim Iglupas · Katharina Lehnert · Anna Clarice Patrimonio                                  | Malaysia · Jawairiah Noordin · Theiviya Selvarajoo · Yus Syazlin Yusri                                                |
| 2015 | Singapore             | Thái Lan · Luksika Kumkhum · Noppawan Lertcheewakarn · Tamarine Tanasugarn · Varatchaya Wongteanchai                  | Philippines · Denise Dy · Khim Iglupas · Katharina Lehnert · Anna Clarice Patrimonio                                  | Indonesia · Jessy Rompies · Lavinia Tananta · Ayu Fani Damayanti · Aldila Sutjiadi                                    |
| 2017 | Kuala Lumpur          | không tổ chức | không tổ chức | không tổ chức |
| 2019 | Manila                | không tổ chức | không tổ chức | không tổ chức |
| 2021 | Hà Nội                | Thái Lan · Patcharin Cheapchandej · Luksika Kumkhum · Pimrada Jattavapornvanit · Anchisa Chanta                       | Việt Nam · Chanelle Vân Nguyễn · Savanna Lý Nguyễn · Trần Thụy Thanh Trúc · Csilla Fodor                              | Indonesia · Aldila Sutjiadi · Beatrice Gumulya · Jessy Rompies · Novela Rezha Millenia Putri · Fitria Sabatini        |
| 2021 | Hà Nội                | Thái Lan · Patcharin Cheapchandej · Luksika Kumkhum · Pimrada Jattavapornvanit · Anchisa Chanta                       | Việt Nam · Chanelle Vân Nguyễn · Savanna Lý Nguyễn · Trần Thụy Thanh Trúc · Csilla Fodor                              | Philippines · Alex Eala · Shaira Hope Rivera · Marian Capadocia · Jenaila Rose Prulla                                 |
| 2023 | Phnôm Pênh            | Indonesia · Aldila Sutjiadi · Beatrice Gumulya · Jessy Rompies · Priska Madelyn Nugroho                               | Thái Lan · Anchisa Chanta · Luksika Kumkhum · Peangtarn Plipuech · Lanlana Tararudee                                  | Campuchia · Andrea Ka · Grace Krusling · Chenda Som                                                                   |
| 2023 | Phnôm Pênh            | Indonesia · Aldila Sutjiadi · Beatrice Gumulya · Jessy Rompies · Priska Madelyn Nugroho                               | Thái Lan · Anchisa Chanta · Luksika Kumkhum · Peangtarn Plipuech · Lanlana Tararudee                                  | Việt Nam · Savanna Lý-Nguyễn · Phạm Đình Quỳnh · Sĩ Bội Ngọc                                                          |

### Đôi nam nữ
| Year | Location              | Gold | Silver | Bronze |
| 1959 | Bangkok               | | | |
| 1961 | Yangon                | | | |
| 1965 | Kuala Lumpur          | | | |
| 1967 | Bangkok               | | | |
| 1969 | Yangon                | | | |
| 1971 | Kuala Lumpur          | | | Nguyễn Thị Thìn - Lý Aline                                                                                            |
| 1973 | Singapore             | | | Nguyễn Thị Thìn - Trần Duy Bản                                                                                        |
| 1975 | Bangkok               | | | |
| 1977 | Kuala Lumpur          | Gondo Widjojo Lita Liem Sugiarto                                                                                      | Hadiman Ayi Sutarno                                                                                                   | Prasert Kaimarn Srikanya Hoonsiri                                                                                     |
| 1979 | Jakarta               | Gondo Widjojo Lita Liem Sugiarto                                                                                      | Hadiman Yolanda Soemarno                                                                                              | Manuel Valleramos Pia Tamayo                                                                                          |
| 1981 | Manila                | Alexander Marcial Pia Tamayo                                                                                          | Atet Wijono Lita Liem Sugiarto                                                                                        | Hadiman Suzanna Anggarkusuma                                                                                          |
| 1983 | Singapore             | Hadiman Sri Utaminingsih                                                                                              | Tintus Arianto Wibowo Suzanna Anggarkusuma                                                                            | Suthorn Klaharn Chalada Chanmareong                                                                                   |
| 1985 | Bangkok               | Tintus Arianto Wibowo Suzanna Anggarkusuma                                                                            | Rod Rafael và Jennifer Saberon                                                                                        | Thanakorn Srichaphan Ponamporn Samawanthana                                                                           |
| 1985 | Bangkok               | Tintus Arianto Wibowo Suzanna Anggarkusuma                                                                            | Rod Rafael và Jennifer Saberon                                                                                        | Sulistyono Sri Utaminingsih                                                                                           |
| 1987 | Jakarta               | Suharyadi Agustina Wibisono                                                                                           | Rod Rafael Jennifer Saberon                                                                                           | Raymundo Suarez Dyan Castillejo                                                                                       |
| 1989 | Kuala Lumpur          | Thanakorn Srichaphan Sakolwan Kacharoen                                                                               | Vittaya Samrej Tossaporn Summa                                                                                        | Tintus Arianto Wibowo Suzanna Anggarkusuma                                                                            |
| 1991 | Manila                | Felix Barrientos Jennifer Saberon                                                                                     | Bonit Wiryawan Irawati Moerid                                                                                         | Roland So Jennifer Saret                                                                                              |
| 1993 | Singapore             | Felix Barrientos Jean Lozano                                                                                          | Sofronio Palahang Jennifer Saret                                                                                      | Donny Susetyo Romana Tedjakusuma                                                                                      |
| 1993 | Singapore             | Felix Barrientos Jean Lozano                                                                                          | Sofronio Palahang Jennifer Saret                                                                                      | Teddy Tandjung Natalia Soetrisno                                                                                      |
| 1995 | Chiang Mai            | Sulistyo Wibowo Yayuk Basuki                                                                                          | Bonit Wiryawan Romana Tedjakusuma                                                                                     | Thanakorn Srichaphan Tamarine Tanasugarn                                                                              |
| 1995 | Chiang Mai            | Sulistyo Wibowo Yayuk Basuki                                                                                          | Bonit Wiryawan Romana Tedjakusuma                                                                                     | Ôn Tấn Lực Nguyễn Thị Kim Trang                                                                                       |
| 1997 | Jakarta               | Narathorn Srichaphan Benjamas Sangaram                                                                                | Ôn Tấn Lực Nguyễn Thị Kim Trang                                                                                       | Bonit Wiryawan Irawati Moerid                                                                                         |
| 1997 | Jakarta               | Narathorn Srichaphan Benjamas Sangaram                                                                                | Ôn Tấn Lực Nguyễn Thị Kim Trang                                                                                       | Sulistyo Wibowo Liza Andriyani                                                                                        |
| 1999 | Bandar Seri Begawan   | Vittaya Samrej Orawan Wongkamalasai                                                                                   | Narathorn Srichaphan Monthika Anuchan                                                                                 | Suwandi Wukirasih Sawondari                                                                                           |
| 1999 | Bandar Seri Begawan   | Vittaya Samrej Orawan Wongkamalasai                                                                                   | Narathorn Srichaphan Monthika Anuchan                                                                                 | Hendri Susilo Pramono Liza Andriyani                                                                                  |
| 2001 | Kuala Lumpur          | Bonit Wiryawan Angelique Widjaja                                                                                      | Suwandi Yayuk Basuki                                                                                                  | Vittaya Samrej Chattida Thimjapo                                                                                      |
| 2001 | Kuala Lumpur          | Bonit Wiryawan Angelique Widjaja                                                                                      | Suwandi Yayuk Basuki                                                                                                  | V. Selvam Khoo Chin-bee                                                                                               |
| 2003 | Thành phố Hồ Chí Minh | Suwandi Wynne Prakusya                                                                                                | Hendri Susilo Pramono Maya Rosa                                                                                       | Si Yew Ming Khoo Chin-bee                                                                                             |
| 2003 | Thành phố Hồ Chí Minh | Suwandi Wynne Prakusya                                                                                                | Hendri Susilo Pramono Maya Rosa                                                                                       | Sonchat Ratiwatana Chattida Thimjapo                                                                                  |
| 2005 | Manila                | Cecil Mamiit Riza Zalameda                                                                                            | Suwandi Wynne Prakusya                                                                                                | Sanchai Ratiwatana Montinee Tangphong                                                                                 |
| 2005 | Manila                | Cecil Mamiit Riza Zalameda                                                                                            | Suwandi Wynne Prakusya                                                                                                | Sonchat Ratiwatana Napaporn Tongsalee                                                                                 |
| 2007 | Nakhon Ratchasima     | Sanchai Ratiwatana Napaporn Tongsalee                                                                                 | Cecil Mamiit Denise Dy                                                                                                | Eric Taino Dianne Matias                                                                                              |
| 2007 | Nakhon Ratchasima     | Sanchai Ratiwatana Napaporn Tongsalee                                                                                 | Cecil Mamiit Denise Dy                                                                                                | Sonchat Ratiwatana Tamarine Tanasugarn                                                                                |
| 2009 | Viêng Chăn            | Sonchat Ratiwatana Varatchaya Wongteanchai                                                                            | Sanchai Ratiwatana Tamarine Tanasugarn                                                                                | Cecil Mamiit Denise Dy                                                                                                |
| 2009 | Viêng Chăn            | Sonchat Ratiwatana Varatchaya Wongteanchai                                                                            | Sanchai Ratiwatana Tamarine Tanasugarn                                                                                | Treat Huey Riza Zalameda                                                                                              |
| 2011 | Palembang             | Denise Dy Treat Huey                                                                                                  | Jessy Rompies Christopher Rungkat                                                                                     | Grace Sari Ysidora Aditya Hari Sasongko                                                                               |
| 2011 | Palembang             | Denise Dy Treat Huey                                                                                                  | Jessy Rompies Christopher Rungkat                                                                                     | Nungnadda Wannasuk Sanchai Ratiwatana                                                                                 |
| 2013 | Naypyidaw             | Không tổ chức – Myanmar, nước chủ nhà, đã loại bỏ môn quần vợt do thiếu vận động viên và hạn chế về cơ sở vật chất.". | Không tổ chức – Myanmar, nước chủ nhà, đã loại bỏ môn quần vợt do thiếu vận động viên và hạn chế về cơ sở vật chất.". | Không tổ chức – Myanmar, nước chủ nhà, đã loại bỏ môn quần vợt do thiếu vận động viên và hạn chế về cơ sở vật chất.". |
| 2015 | Singapore             | Denise Dy Treat Huey                                                                                                  | Peangtarn Plipuech Sonchat Ratiwatana                                                                                 | Jessy Rompies Sunu Wahyu Trijati                                                                                      |
| 2015 | Singapore             | Denise Dy Treat Huey                                                                                                  | Peangtarn Plipuech Sonchat Ratiwatana                                                                                 | Tamarine Tanasugarn Sanchai Ratiwatana                                                                                |
| 2017 | Kuala Lumpur          | Nicha Lertpitaksinchai Sanchai Ratiwatana                                                                             | Jessy Rompies Christopher Rungkat                                                                                     | Peangtarn Plipuech Sonchat Ratiwatana                                                                                 |
| 2017 | Kuala Lumpur          | Nicha Lertpitaksinchai Sanchai Ratiwatana                                                                             | Jessy Rompies Christopher Rungkat                                                                                     | Denise Dy Ruben Gonzales                                                                                              |
| 2019 | Manila                | Aldila Sutjiadi Christopher Rungkat                                                                                   | Tamarine Tanasugarn Sanchai Ratiwatana                                                                                | Beatrice Gumulya David Agung Susanto                                                                                  |
| 2019 | Manila                | Aldila Sutjiadi Christopher Rungkat                                                                                   | Tamarine Tanasugarn Sanchai Ratiwatana                                                                                | Patcharin Cheapchandej Sonchat Ratiwatana                                                                             |
| 2021 | Hà Nội                | Aldila Sutjiadi Christopher Rungkat                                                                                   | Patcharin Cheapchandej Pruchya Isaro                                                                                  | Alex Eala Treat Huey                                                                                                  |
| 2021 | Hà Nội                | Aldila Sutjiadi Christopher Rungkat                                                                                   | Patcharin Cheapchandej Pruchya Isaro                                                                                  | Luksika Kumkhum Kasidit Samrej                                                                                        |
| 2023 | Phnôm Pênh            | Aldila SutjiadiChristopher Rungkat                                                                                    | Peangtarn PlipuechPruchya Isaro                                                                                       | David Agung Susanto Beatrice Gumulya                                                                                  |
| 2023 | Phnôm Pênh            | Aldila SutjiadiChristopher Rungkat                                                                                    | Peangtarn PlipuechPruchya Isaro                                                                                       | Thantub Suksumrarn Luksika Kumkhum                                                                                    |